# 左社綱領
左社綱領（さしゃこうりょう）とは、1954年の日本社会党左派（左社）の綱領。左社は俗称で、分裂後も左派・右派とも組織名は「日本社会党」であり、当綱領も正式名称は日本社会党綱領。

## 策定の経過
左派社会党は、1951年の分裂後も、綱領を持たなかった。そのため1953年1月第10回大会で綱領を決定することが承認された。同年4月中央執行委員会で綱領委員会設置が決定され、委員長に和田博雄、幹事役に稲村順三、委員に伊藤好道、岡田宗司、清水慎三ら15名、顧問に芹沢彪衛、向坂逸郎、高橋正雄の3名が決定された。同年6月から8月にかけて委員会討議がおこなわれ、主に稲村順三が草案を執筆した。草案は労農派マルクス主義の立場に立つものであったが、この草案に対して、清水慎三が民族闘争を重視する対案（いわゆる清水私案）を9月下旬に提出した。綱領委員会での討議の結果、清水私案は否決された。11月中央委員会では綱領委員会の草案がそのまま決定され公表された。清水私案は下部討議に付されなかったが、一部の地方組織は清水私案を印刷配布し、綱領草案とともに活発な討論がおこなわれた。1954年1月第12回大会で、綱領草案は一部修正を経て300対54で決定された。

## 特徴
現在の日本はアメリカ帝国主義の従属国ながら同時に独占資本主義として労働者階級と対立しており、このため民族独立と社会主義革命は同時であり（一段階革命論）その革命は武装蜂起ではなく国会活動を通じた平和革命とする。これらは労農派や社会主義協会の流れを汲む。

## 内容
第一部（基本綱領）
- 日本社会党の歴史的使命　日本社会党の目的は、社会主義社会の実現にある。日本社会党は、社会主義革命によって資本家階級から政治権力を受け継ぎ、これらの支配機構を根本的に変革して社会主義社会の建設を可能にする。
- 日本資本主義の現状　日本はアメリカの従属国であるが、同時に資本主義発展の高度な段階にあり、独占金融資本が支配している。独占金融資本は、その階級利害からアメリカ独占資本を僚友として選び、労働者階級と対立している。だから、完全な独立達成闘争の中心は、労働者階級である。労働者階級が民族独立を確保した時は、同時に社会主義革命を達成した時である。
- 平和革命の展望　社会主義革命には万国に共通な一定の型があるわけではない。日本では、武装蜂起ではなく平和的に、国会活動を通じて政治権力の移行がおこなわれる。社会主義革命は人々の欲するままにおこなわれるのではなく、客観的条件を必要とする。
- 社会主義革命の諸条件　社会主義権力は、日本社会党がとくに中央の議会で安定した絶対多数を占めたうえで、基本的産業の国有化または公有化を確立し、行政司法の諸機関などを社会主義の方向に適応させることによって成立する。
- 過渡的段階の政府　客観的主体的条件が不十分な場合は、一挙に社会主義政権確立と社会変革達成が望めない時がある。このような時には、社会主義政権にはほど遠い過渡的政権を樹立することも原則的に否定すべきではない。

第二部（政策綱領）
- 日本社会党の当面の目標は、平和と独立の達成、自由と民主主義の擁護、勤労大衆の生活防衛である。

第三部（組織綱領）
- 党の階級性堅持と党内民主主義の確立　日本社会党は、労働者階級を中核とする農民、独立小経営者、知識分子、学生層など、広範な勤労大衆の階級的大衆政党である。党は、すすんで党の目的達成に献身する明確な意識をもつ党員によって構成される。
- 党組織の活動分野　選挙闘争に党は全力を傾倒しなければならないが、党は選挙のための組織となり、議員のための組織となってはならない。
- 党と大衆団体との関係　党員はその所属する団体のためにもっとも果敢に闘争して大衆の信頼と支持を受け、その精神的影響力を通じてこれらの団体の闘争を指導する。
- 他政党との共同闘争　他の政党との関係は、恒久的な共同闘争や共同戦線はありえない。わが党は、わが党の綱領のみが正しいと確信し行動する。他党と共同闘争をなすべきか否かは、わが党の立場から有利か否かによって決められる。

## 影響
左社綱領は、1955年10月の両社会党統一で廃棄され、実際に機能したのは二年たらずに過ぎなかった。しかし、左社綱領は、向坂逸郎ら労農派・社会主義協会系の学者も積極的に作成に参加し、労農派マルクス主義の理論が初めて国会に議席を持つ政党の綱領として体系化され、労農派・社会主義協会の歴史上きわめて重視されてきた。両社統一後も、社会主義協会は何回か左社綱領を印刷・配布したことが『社会主義』上の広告でわかる。ただし、向坂逸郎は左社綱領の弱点として、統一戦線論と国際関係の不十分さも指摘している。